# Wojskowa Akademia Wojsk Rakietowych Przeznaczenia Strategicznego
Wojskowa Akademia Wojsk Rakietowych Przeznaczenia Strategicznego im. Piotra Wielkiego Ministerstwa Obrony Federacji Rosyjskiej (ros. Государственное образовательное учреждение высшего профессионального образования «Военная академия Ракетных войск стратегического назначения имени Петра Великого» Министерства обороны Российской Федерации (ВАРВСН)) – rosyjska dowódcza i politechniczna uczelnia wojskowa w Moskwie, główny ośrodek naukowo-badawczy w dziedzinie nauk wojskowych i technicznych.

## Historia
Swój rodowód Akademia wywodzi z klas oficerskich Szkoły Artyleryjskiej, oficjalnie otwartej 25 listopada (starego stylu, 8 grudnia nowego) 1820 w Petersburgu. W 1845 roku Szkoła otrzymała wyróżnik „Michajłowska”. Od 1855 nazwa uczelni to Michajłowska Akademia Artylerii, od 1919 – Akademia Artylerii Robotniczo-Chłopskiej Armii Czerwonej, od 1925 – Wojskowo-Techniczna Akademia Robotniczo-Chłopskiej Armii Czerwonej, od 1926 Wojskowo-Techniczna Akademia imienia F. E. Dzierżyńskiego, od 1932 – Wojskowa Akademia Artyleryjska Robotniczo-Chłopskiej Armii Czerwonej, od 1934 – Akademia Artyleryjska Robotniczo-Chłopskiej Armii Czerwonej imienia F. E. Dzierżyńskiego.
W 1938 uczelnię przeniesiono do Moskwy, a w latach 1941–1944 stacjonowała w Samarkandzie.
W 1945 roku w Akademii otwarto fakultet broni „rakietowych” i rozpoczęto szkolenie inżynierów – rakietowców. Od 1953 uczelnia nazywa się Artyleryjską Akademią Inżynieryjną imienia F. E. Dzierżyńskiego.
24 marca 1960 weszła w skład Wojsk Rakietowych Przeznaczenia Strategicznego.
Od 1963 – Wojskowa Akademia Inżynieryjna imienia F. E. Dzierżyńskiego, od 1972 – Wojskowa Akademia imienia F. E. Dzierżyńskiego.
Od dnia 25 sierpnia 1997 uczelnia nosi nazwę Wojskowej Akademii Wojsk Rakietowych Przeznaczenia Strategicznego im. Piotra Wielkiego. W 1998 dekretem rządu Federacji Rosyjskiej Nr 1009 została przekształcona w akademię z filią w Kubince (dawniej Moskiewska Wyższa Szkoła Radioelektroniki Obrony Przeciwlotniczej). W 2008 na prawach oddzielnych zespołów (w rzeczywistości – filii) w ramach reformy szkolnictwa wojskowego zgodnie z rozporządzeniem rządu Federacji Rosyjskiej w skład Akademii włączono Sierpuchowski Wojskowy Instytut Wojsk Rakietowych i Rostowski Wojskowy Instytut Wojsk Rakietowych imienia głównego marszałka artylerii Niedielina.